# Szókép
A szókép (vagy más néven trópus) stilisztikai, retorikai eszköz: egy fogalom, jelenség nevének átvitele egy másik fogalomra, jelenségre a köztük fennálló valamilyen kapcsolat alapján. Az összekapcsolás célja általában a fogalom, jelenség szemléletesebbé tétele vagy új megvilágításba helyezése. A legismertebb szóképek a metafora és a metonímia.
Az antikvitásban a retorikával foglalkozó szövegek vizsgálták először a szóképeket. Cornificius volt az első, aki önálló stíluseszközként tárgyalta azokat a Rhetorica ad Herennium című művében, ahol tíz fajtát sorolt fel, azonban még nem adott nevet a jelenségnek. Az alexandriai Trüphón írta a szóképekről az első monográfiát az i. e. 1. században, amiben úgy jellemzi azokat, mint a tulajdonképpeni jelentéstől eltérő beszédmódot. A görög terminus, a troposz is erre utal, hiszen a szó átfordítást, megfordítást jelent. Quintilianus is részletesen foglalkozott a jelenséggel, ő 14 szóképet különböztetett meg. Ezek a következők: hangutánzás, antonomázia, metonímia, körülírás, hiperbaton, hiperbola, szinekdoché, abúzió (katakrézis), metafora, allegória, metalepszis, epitheton, irónia. Cicero pedig kifejtette, hogy a szóképek alapvetően két csoportra oszthatóak. Az első esetben a hasonlóság a névátvitel alapja (metaforák), a másodiknál pedig valamilyen egyéb érintkezési viszony (metonímiák).
A szóképek, habár alapvetően retorikai vagy stilisztikai eszközökként vizsgálják azokat, a hétköznapi nyelvben is nagyon gyakoriak. Megjelenésüknek három fő oka lehet: a beszélő hibája (abúzió), a jelölendő dologra vonatkozó megfelelő kifejezés hiánya (új kifejezések keletkezése, jelentésgazdagodás, pl. a számítógépes nyelv esetén: ablak, egér), valamint a megnyilatkozás szemléletesebbé, hatásosabbá, művészibbé tételének szándéka.
A magyar szókép kifejezés helyett Zalabai Zsigmond a „kettőskép” kifejezést ajánlotta, ami azonban nem honosodott meg a szakirodalomban. A szókép jelentése nem azonos az irodalomban használatos költői kép kifejezéssel, amely átfogóbb kategória.